# Ruyaulcourt
Ruyaulcourt est une commune française située dans le département du Pas-de-Calais en région Hauts-de-France. Ses habitants sont appelés les Ruyaulcourtois ou Rodaldiens. La commune est membre de la communauté de communes du Sud-Artois.

## Géographie

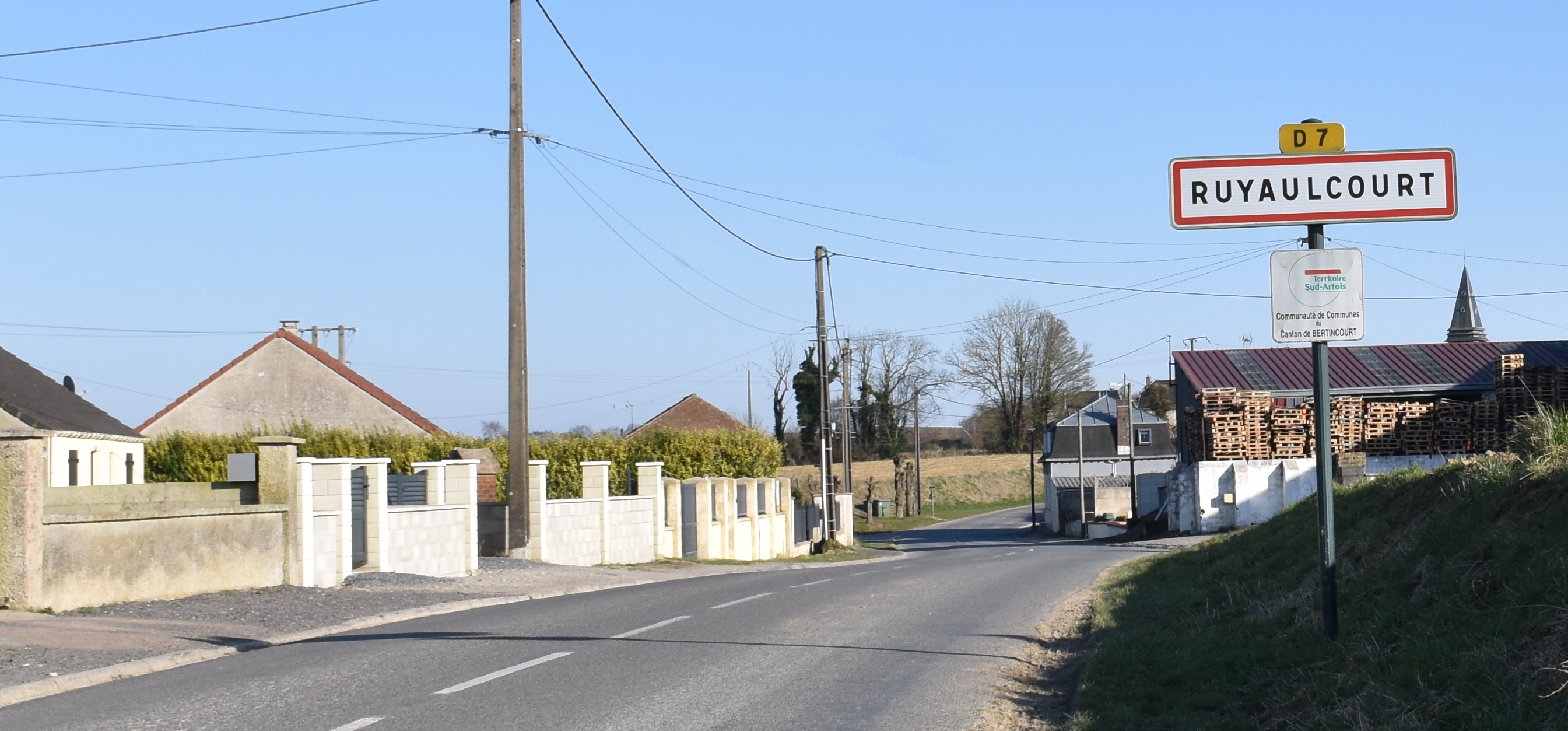
Une entrée du village.

### Localisation
Localisée dans le sud-est du département du Pas-de-Calais, Ruyaulcourt est une commune rurale de l'Artois dans le Pas-de-Calais, proche du département de la Somme, située, à vol d'oiseau, à 12 km à l'est de Bapaume, à 19 km au sud-ouest de Cambrai et à 28 km au sud-est d'Arras (chef-lieu d'arrondissement et préfecture du Pas-de-Calais).
Elle se trouve dans le bassin d'emploi d'Arras et le bassin de vie de Cambrai.
Les communes limitrophes sont Hermies, Bertincourt, Havrincourt, Neuville-Bourjonval et Ytres.

### Géologie et relief
La superficie de la commune est de 6,40 km2 ; son altitude varie de 90  à   132 mètres.

### Hydrographie
La commune, située dans le bassin Artois-Picardie, est, selon le Service d'administration nationale des données et référentiels sur l'eau (Sandre), drainée par le canal du Nord ou souterrain de Ruyaulcourt, d'une longueur de 75,56 km qui prend sa source dans la commune d'Étricourt-Manancourt (Somme) et se jette dans le canal de la Sensée au niveau de la commune d'Arleux (Nord).
La commune, avec une altitude moyenne de 114 m, se trouve au premier bief de partage du canal du Nord. Pour franchir le relief naturel, les services de la navigation ont percé un tunnel fluvial long de 4,350 km à travers les collines.
Ce tunnel est le seul en France à abriter deux canaux indépendants. Le poste de commande se trouve à la tête nord du passage souterrain, et la surveillance de l'ouvrage se fait par un éclairage continu et des caméras. Des bornes décamétriques dans le tunnel donnent la distance à l'entrée nord : de la borne 166 à la borne 269, les deux passages communiquent mais le dépassement (« trématage ») des navires y est interdit. Les deux voies possèdent une banquette permettant la circulation des piétons, mais celles-ci sont fermées au public depuis 2009.
Il y a un puits d'aération au niveau de la borne 219, équipé d'un ventilateur, et à la borne 276 un puits d'évacuation menant par des escaliers aux deux banquettes de circulation.

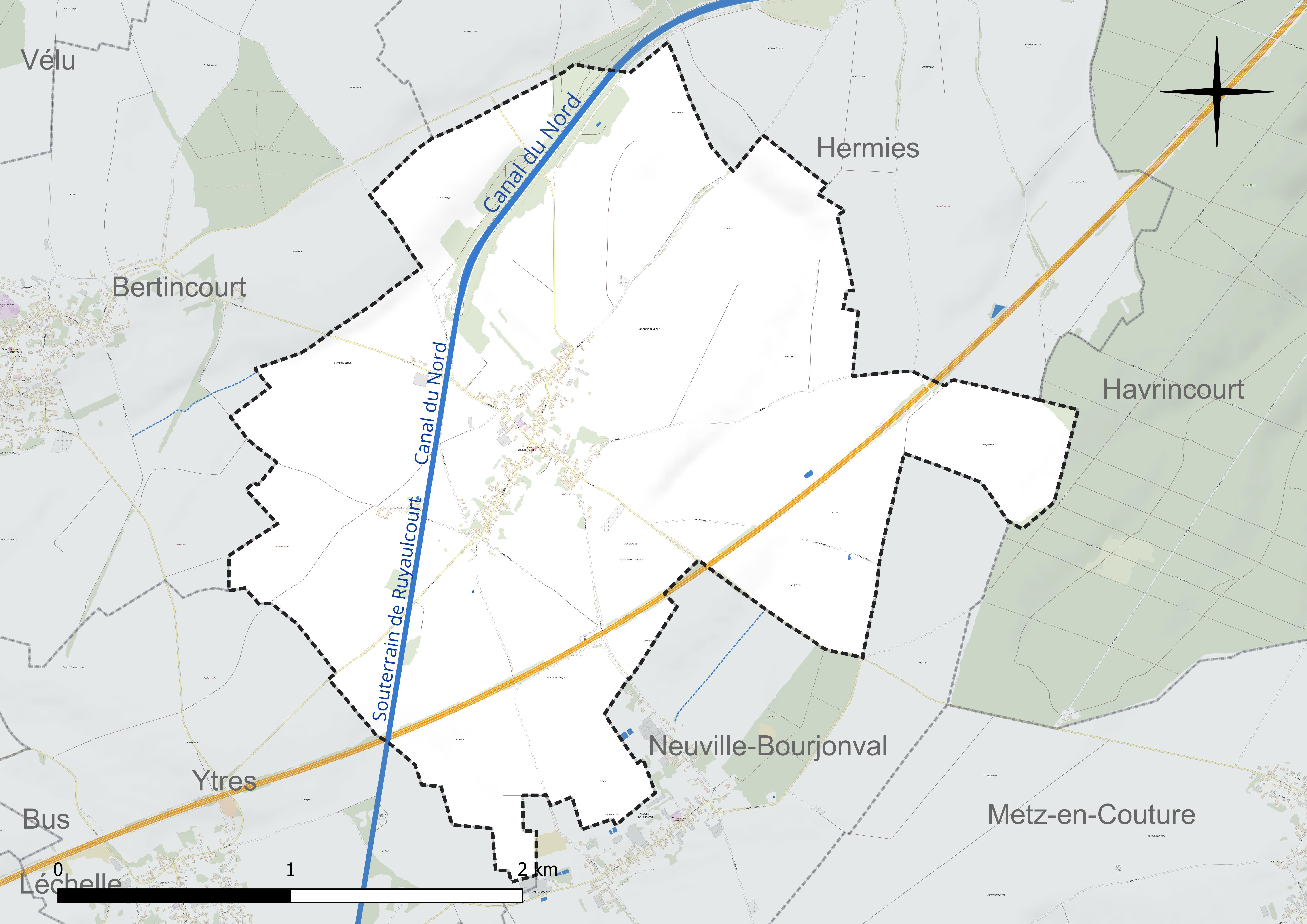
Carte hydrographique de la commune.

Le canal du Nord à Ruyaulcourt
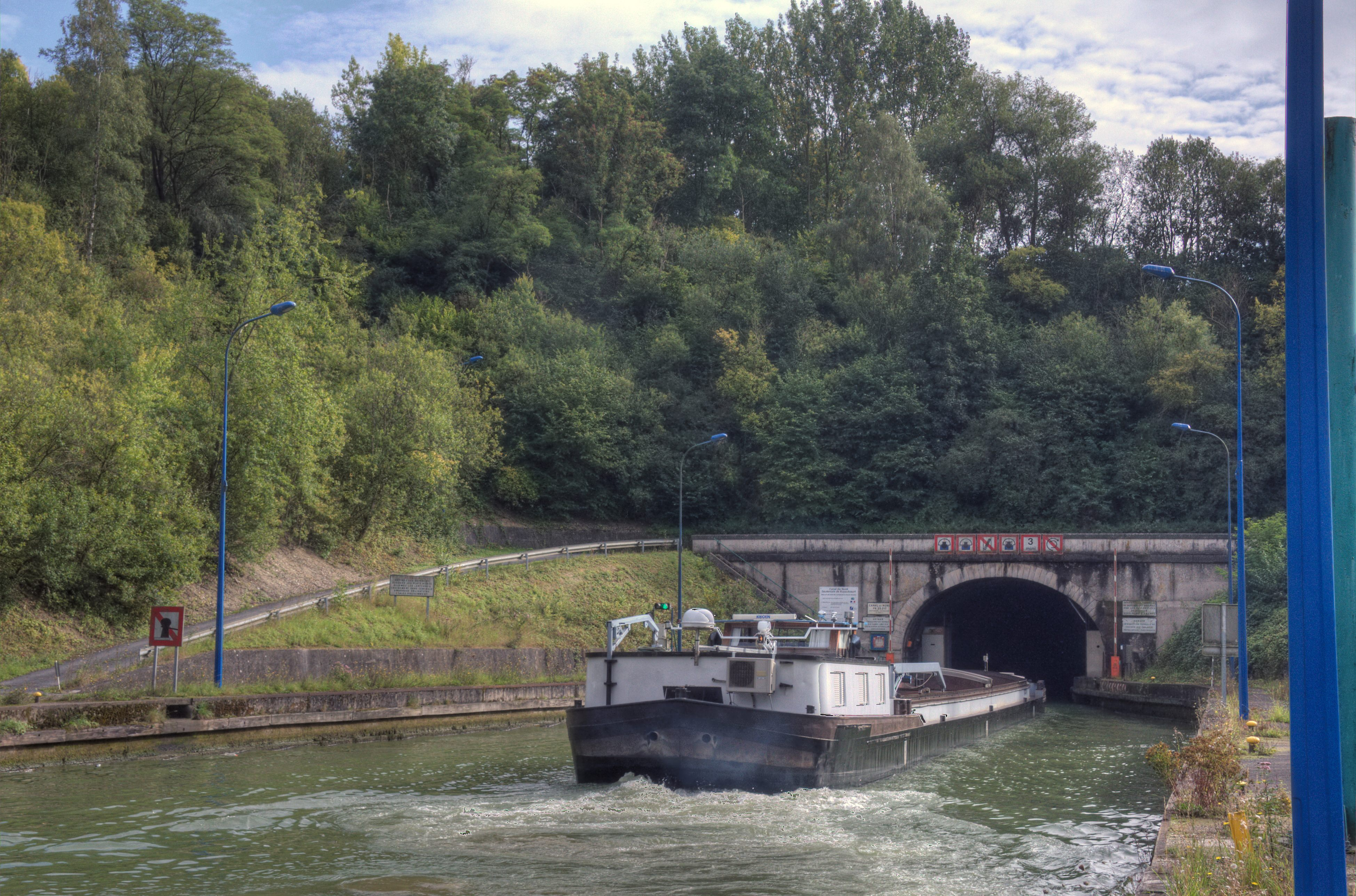
L'entrée du tunnel.
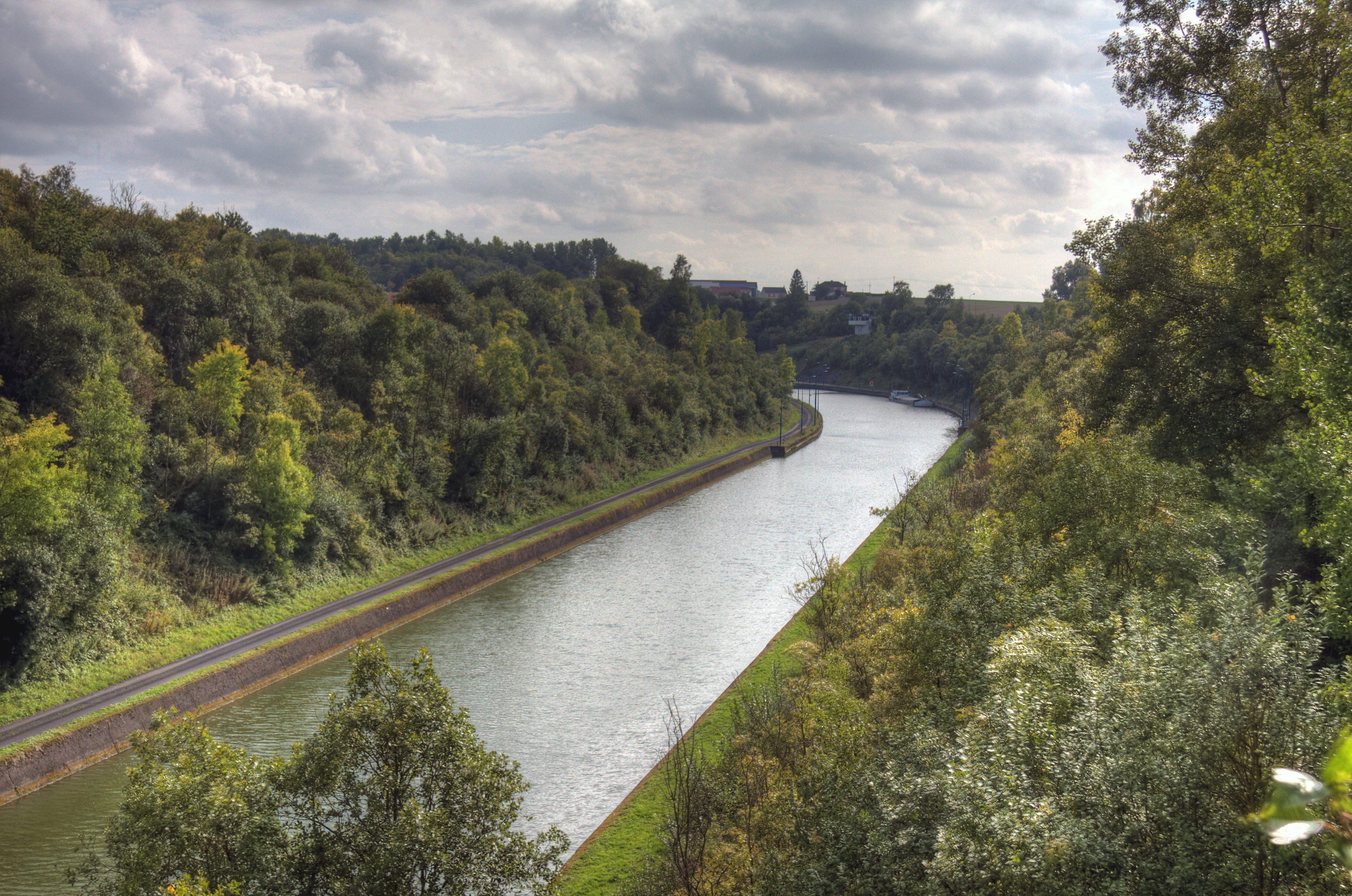

### Climat
Pour des articles plus généraux, voir Climat des Hauts-de-France et Climat du Nord-Pas-de-Calais.
En 2010, le climat de la commune est de type climat océanique dégradé des plaines du Centre et du Nord, selon une étude du Centre national de la recherche scientifique (CNRS) s'appuyant sur une série de données couvrant la période 1971-2000. En 2020, Météo-France publie une typologie des climats de la France métropolitaine dans laquelle la commune est exposée à un climat océanique et est dans la région climatique Nord-est du bassin Parisien, caractérisée par un ensoleillement médiocre, une pluviométrie moyenne régulièrement répartie au cours de l’année et un hiver froid (3 °C).
Pour la période 1971-2000, la température annuelle moyenne est de 9,8 °C, avec une amplitude thermique annuelle de 14,9 °C. Le cumul annuel moyen de précipitations est de 732 mm, avec 12,1 jours de précipitations en janvier et 8,8 jours en juillet. Pour la période 1991-2020, la température moyenne annuelle observée sur la station météorologique la plus proche, située sur la commune d'Épehy à 12 km à vol d'oiseau, est de 10,6 °C et le cumul annuel moyen de précipitations est de 752,8 mm,. Pour l'avenir, les paramètres climatiques de la commune estimés pour 2050 selon différents scénarios d'émission de gaz à effet de serre sont consultables sur un site dédié publié par Météo-France en novembre 2022.

### Paysages
Pour un article plus général, voir Paysage en France.
La commune est située dans le paysage régional des grands plateaux artésiens et cambrésiens tel que défini dans l’atlas des paysages de la région Nord-Pas-de-Calais, conçu par la direction régionale de l'Environnement, de l'Aménagement et du Logement (DREAL),. Ce paysage régional, qui concerne 238 communes, est dominé par les « grandes cultures » de céréales et de betteraves industrielles qui représentent 70 % de la surface agricole utilisée (SAU).

### Milieux naturels et biodiversité

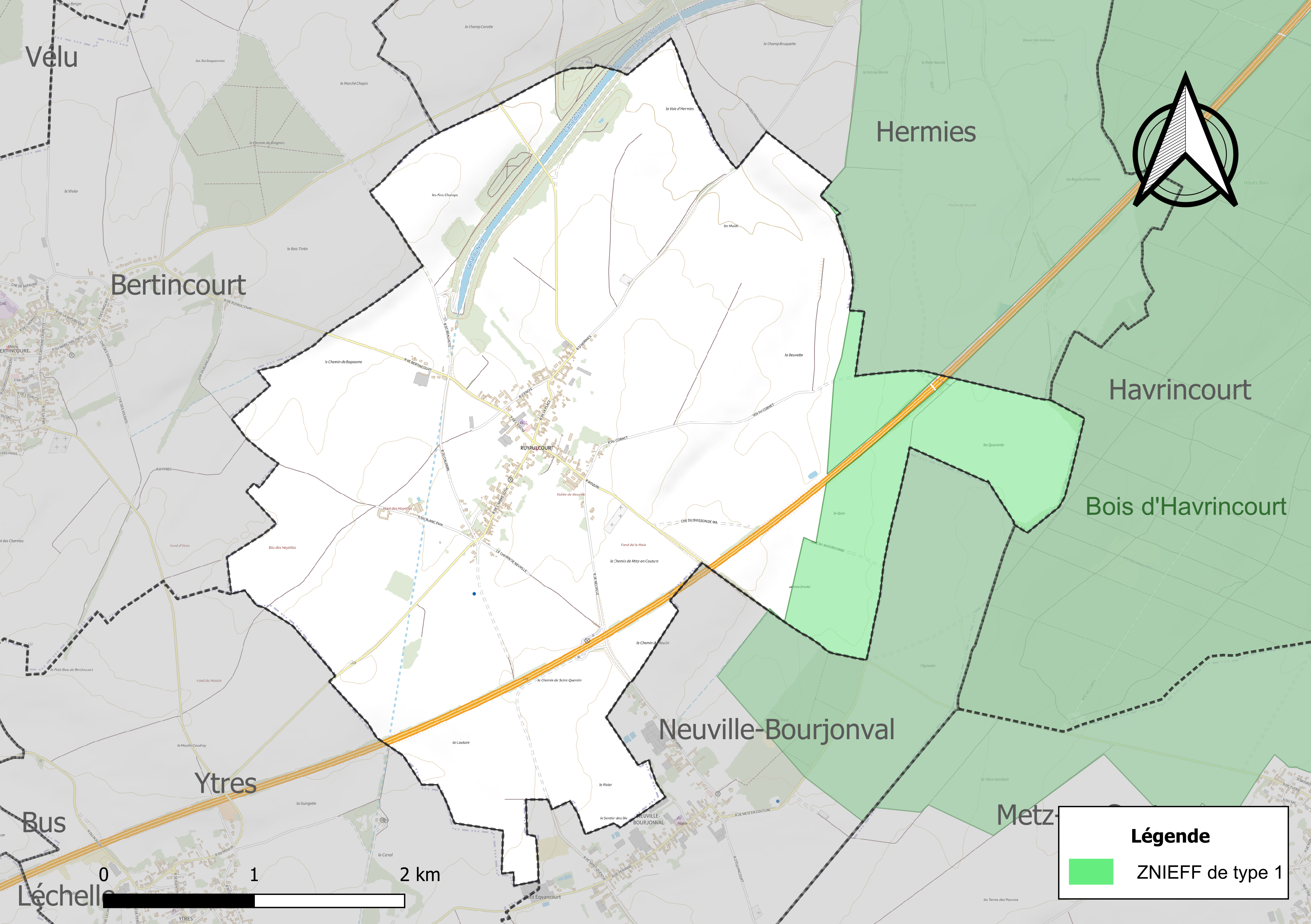
Carte de la ZNIEFF sur la commune.

#### Zone naturelle d'intérêt écologique, faunistique et floristique
L’inventaire des zones naturelles d'intérêt écologique, faunistique et floristique (ZNIEFF) a pour objectif de réaliser une couverture des zones les plus intéressantes sur le plan écologique, essentiellement dans la perspective d’améliorer la connaissance du patrimoine naturel national et de fournir aux différents décideurs un outil d’aide à la prise en compte de l’environnement dans l’aménagement du territoire.
Le territoire communal comprend une ZNIEFF de type 1 : le bois d'Havrincourt, d’une superficie de 2 406 ha et d'une altitude variant de 68  à   132 mètres. C’est la zone boisée la plus vaste du Cambrésis essentiellement occupé par de grandes cultures.

#### Espèces faunistiques et floristiques
L’Inventaire national du patrimoine naturel (INPN) recense plusieurs espèces faunistiques et floristiques sur le territoire de la commune dont certaines sont protégées et d’autres menacées et quasi-menacées.

## Urbanisme

### Typologie
Au 1er janvier 2024, Ruyaulcourt est catégorisée commune rurale à habitat dispersé, selon la nouvelle grille communale de densité à sept niveaux définie par l'Insee en 2022.
Elle est située hors unité urbaine et hors attraction des villes,.

### Occupation des sols

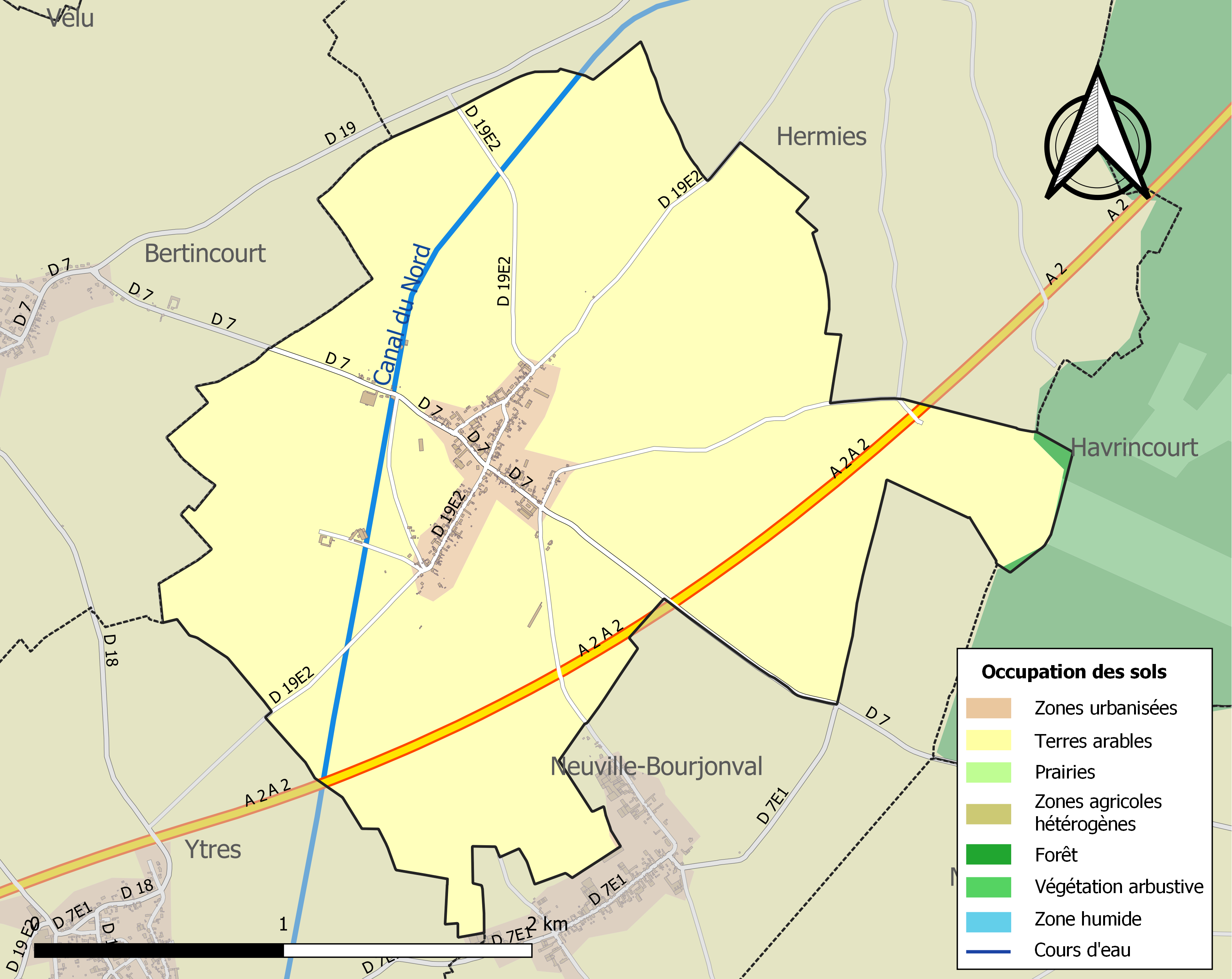
Carte des infrastructures et de l'occupation des sols de la commune en 2018 (CLC).

L'occupation des sols de la commune, telle qu'elle ressort de la base de données européenne d’occupation biophysique des sols Corine Land Cover (CLC), est marquée par l'importance des territoires agricoles (95,3 % en 2018), une proportion identique à celle de 1990 (95,3 %). La répartition détaillée en 2018 est la suivante : 
terres arables (95,3 %), zones urbanisées (4,6 %), forêts (0,1 %). L'évolution de l’occupation des sols de la commune et de ses infrastructures peut être observée sur les différentes représentations cartographiques du territoire : la carte de Cassini (XVIIIe siècle), la carte d'état-major (1820-1866) et les cartes ou photos aériennes de l'IGN pour la période actuelle (1950 à aujourd'hui).

### Habitat et logement
En 2021, le nombre total de logements dans la commune était de 154, alors qu'il était de 162 en 2016 et de 142 en 2011.
Parmi ces logements, 85 % étaient des résidences principales, 2,7 % des résidences secondaires et 12,3 % des logements vacants. Ces logements étaient pour 96,7 % d'entre eux des maisons individuelles et pour 1,9 % des appartements.
Le tableau ci-dessous présente la typologie des logements à Ruyaulcourt en 2021 en comparaison avec celle du Pas-de-Calais et de la France entière. Une caractéristique marquante du parc de logements est ainsi la faible proportion des résidences secondaires et logements occasionnels (2,7 %) par rapport au département (6,5 %) et à la France entière (9,7 %).
| Typologie                                               | Ruyaulcourt | Pas-de-Calais | France entière |
| ------------------------------------------------------- | ----------- | ------------- | -------------- |
| Résidences principales (en %)                           | 85          | 86,1          | 82,2           |
| Résidences secondaires et logements occasionnels (en %) | 2,7         | 6,5           | 9,7            |
| Logements vacants (en %)                                | 12,3        | 7,3           | 8,1            |

### Voies de communication et transports
La commune est traversée par l'autoroute A2.
Le canal Seine-Nord Europe (CSNE), reliant l'agglomération parisienne avec le réseau fluvial du Nord de la France et du Benelux et dont l'ouverture est prévue en 2030, traverse le territoire de la commune,.

## Toponymie
La localité est attestée sous les formes Ruholcurt en 1081 ; Rualcort en 1125 ; Riolcurt en 1148 ; Roaucourt en 1202 ; Ruaucourt en 1296 ; Ruaucort en 1305 ; Riaucourt en 1545 ; Ruyaucourt au XVIIIe siècle ; Ruyaulcourt en 1793 et depuis 1801.

## Histoire
D'après l'historien français Auguste de Loisne : « Ruyaulcourt, en 1789, faisait partie du bailliage de Bapaume et suivait la coutume d'Artois. Son église paroissiale, diocèse de Cambrai, doyenné de Beaumetz-lez-Cambrai, était consacrée à saint Pierre et avait Neuville-Bourjonval pour secours ; le chapitre de Cambrai présentait à la cure. »
Le village est presque entièrement détruit au cours de la Première Guerre mondiale, et est décoré de la croix de guerre 1914-1918, le 23 septembre 1920, distinction également attribuée à 276 autres communes du Pas-de-Calais,.

## Politique et administration

### Circonscriptions administratives et électorales

#### Circonscriptions administratives
La commune se trouve dans l'arrondissement d'Arras du département du Pas-de-Calais
La commune faisait partie depuis 1801 du canton de Bertincourt. Dans le cadre du redécoupage cantonal de 2014 en France, cette circonscription administrative territoriale a disparu, et le canton n'est plus qu'une circonscription électorale.

#### Circonscriptions électorales
Pour les élections départementales, la commune fait partie depuis 2014 du canton de Bapaume
Pour l'élection des députés, la commune fait partie de la neuvième circonscription du Pas-de-Calais.

### Intercommunalité
Ruyaulcourt était membre de la communauté de communes du canton de Bertincourt, un établissement public de coopération intercommunale (EPCI) à fiscalité propre créé en 1992 et auquel la commune avait transféré un certain nombre de ses compétences, dans les conditions déterminées par le code général des collectivités territoriales.
Dans le cadre de la Réforme des collectivités territoriales françaises, cette intercommunalité a fusionné avec sa voisine pour former, le 1er janvier 2013, la communauté de communes du Sud-Artois dont est désormais membre la commune. La communauté de communes du Sud-Artois regroupe 64 communes et totalise 27 059 habitants en 2021.

### Élections municipales et communautaires

#### Liste des maires
| Période                                  | Période                       | Identité          | Étiquette | Qualité                                        |
| ---------------------------------------- | ----------------------------- | ----------------- | --------- | ---------------------------------------------- |
| Les données manquantes sont à compléter. |                               |                   |           |                                                |
|                                          |                               |                   |           |                                                |
| vers 1933                                |                               | Nicolas Bédu      |           |                                                |
|                                          |                               |                   |           |                                                |
| 1975                                     | mars 2001                     | Maurice Bancourt, |           | Agriculteur Officier des Palmes académiques    |
| mars 2001                                | En cours (au 2 décembre 2020) | Daniel Bédu       |           | Ancien employé Réélu pour le mandat 2020-2026, |

## Équipements et services publics
La commune dispose d'une salle communale.

### Enseignement
La commune est située dans l'académie de Lille et dépend, pour les vacances scolaires, de la zone B.
Elle administre une école primaire en regroupement pédagogique intercommunal (RPI 36) qui regroupe Ruyauclourt, Neuville-Bourjonval et  Ytres,.

## Population et société

### Démographie
Les habitants sont appelés les Ruyaulcourtois ou Rodaldiens.

#### Évolution démographique
L'évolution du nombre d'habitants est connue à travers les recensements de la population effectués dans la commune depuis 1793. Pour les communes de moins de 10 000 habitants, une enquête de recensement portant sur toute la population est réalisée tous les cinq ans, les populations de référence des années intermédiaires étant quant à elles estimées par interpolation ou extrapolation. Pour la commune, le premier recensement exhaustif entrant dans le cadre du nouveau dispositif a été réalisé en 2007.

En 2022, la commune comptait 284 habitants, en évolution de −5,96 % par rapport à 2016 (Pas-de-Calais : −0,72 %, France hors Mayotte : +2,11 %).
| 1793 | 1800 | 1806 | 1821 | 1831 | 1836 | 1841 | 1846 | 1851 |
| ---- | ---- | ---- | ---- | ---- | ---- | ---- | ---- | ---- |
| 712  | 651  | 696  | 890  | 964  | 938  | 951  | 923  | 923  |

| 1856 | 1861 | 1866 | 1872 | 1876 | 1881 | 1886 | 1891 | 1896 |
| ---- | ---- | ---- | ---- | ---- | ---- | ---- | ---- | ---- |
| 936  | 947  | 944  | 973  | 927  | 948  | 896  | 920  | 876  |

| 1901 | 1906 | 1911 | 1921 | 1926 | 1931 | 1936 | 1946 | 1954 |
| ---- | ---- | ---- | ---- | ---- | ---- | ---- | ---- | ---- |
| 867  | 815  | 934  | 500  | 566  | 490  | 479  | 476  | 469  |

| 1962 | 1968 | 1975 | 1982 | 1990 | 1999 | 2006 | 2007 | 2012 |
| ---- | ---- | ---- | ---- | ---- | ---- | ---- | ---- | ---- |
| 418  | 376  | 353  | 323  | 304  | 295  | 271  | 267  | 301  |

| 2017 | 2022 | - | - | - | - | - | - | - |
| ---- | ---- | - | - | - | - | - | - | - |
| 294  | 284  | - | - | - | - | - | - | - |

#### Pyramide des âges
En 2018, le taux de personnes d'un âge inférieur à 30 ans s'élève à 30,9 %, soit en dessous de la moyenne départementale (36,7 %). À l'inverse, le taux de personnes d'âge supérieur à 60 ans est de 31,9 % la même année, alors qu'il est de 24,9 % au niveau départemental.
En 2018, la commune comptait 148 hommes pour 142 femmes, soit un taux de 51,03 % d'hommes, largement supérieur au taux départemental (48,50 %).
Les pyramides des âges de la commune et du département s'établissent comme suit.
| Hommes | Classe d’âge | Femmes |
| ------ | ------------ | ------ |
| 0,7    | 90 ou +      | 3,5    |
| 10,1   | 75-89 ans    | 11,2   |
| 17,5   | 60-74 ans    | 21,0   |
| 22,1   | 45-59 ans    | 21,6   |
| 16,6   | 30-44 ans    | 13,8   |
| 19,9   | 15-29 ans    | 11,1   |
| 13,2   | 0-14 ans     | 17,8   |

| Hommes | Classe d’âge | Femmes |
| ------ | ------------ | ------ |
| 0,5    | 90 ou +      | 1,6    |
| 5,6    | 75-89 ans    | 8,9    |
| 16,7   | 60-74 ans    | 18,1   |
| 20,2   | 45-59 ans    | 19,2   |
| 18,9   | 30-44 ans    | 18,1   |
| 18,2   | 15-29 ans    | 16,2   |
| 19,9   | 0-14 ans     | 17,9   |

### Manifestations culturelles et festivités
Une fois par an, lors de Canal en fête, des balades dans un bateau permettent de découvrir le souterrain de Ruyaulcourt, habituellement inaccessible au public, ainsi que sur le monde de la batellerie,.

## Culture locale et patrimoine

### Lieux et monuments
- Le souterrain de Ruyaulcourt du canal du Nord, dont le chantier de percement débute en 1908 et qui s'achève avant le déclenchement de la Première Guerre mondiale. Les travaux reprennent vers 1964 lors de la reprise du chantier du canal et il est ouvert à l'exploitation  lors de la mise en service du canal en 1965[39].
- L'église Saint-Pierre, reconstruite vers 1923.
- Le monument aux morts[40].
- Le Ruyaulcourt Military Cemetery, cimetière militaire britannique situé au nord-est du village.

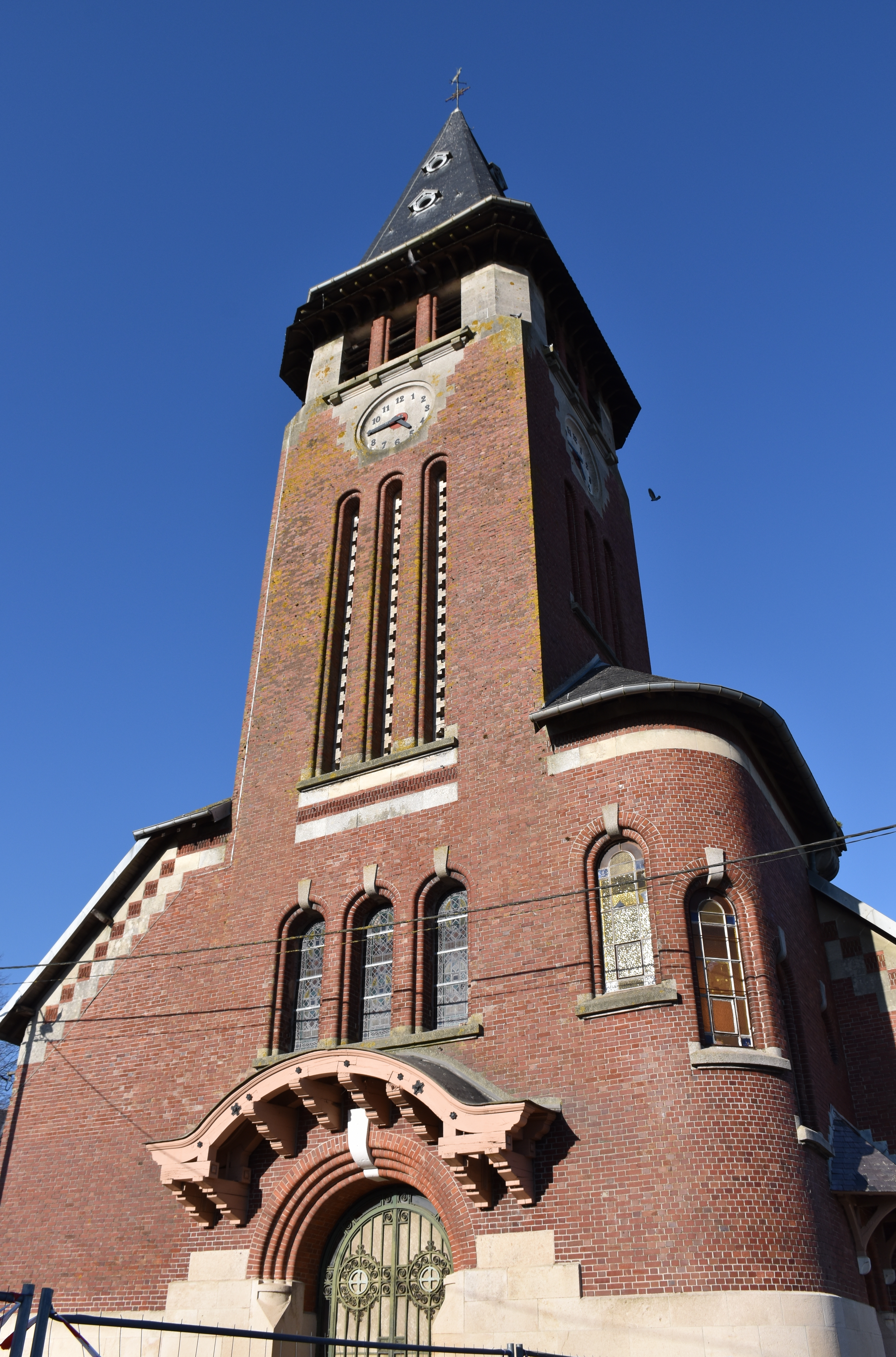
L'église Saint-Pierre.
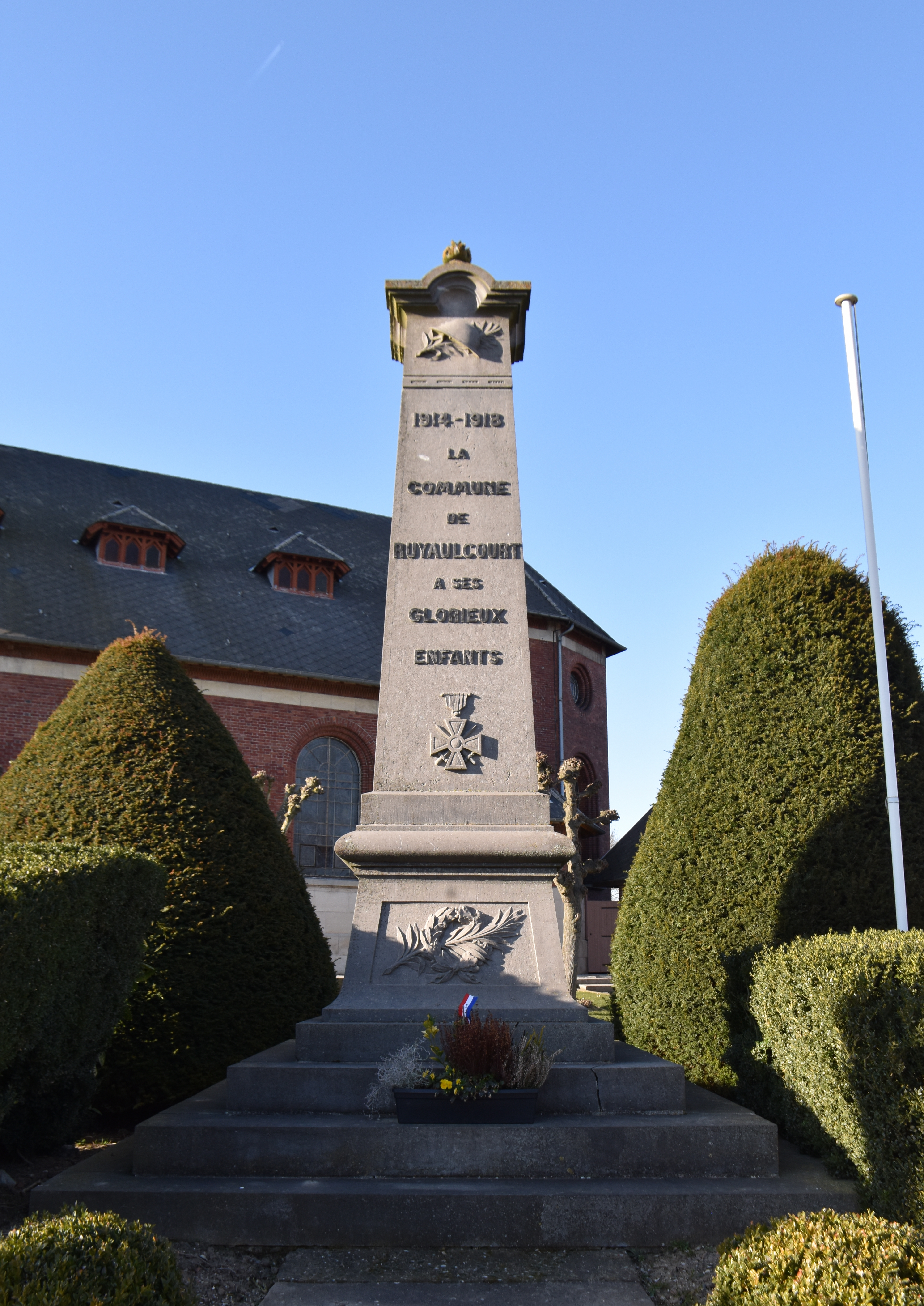
Le monument aux morts.
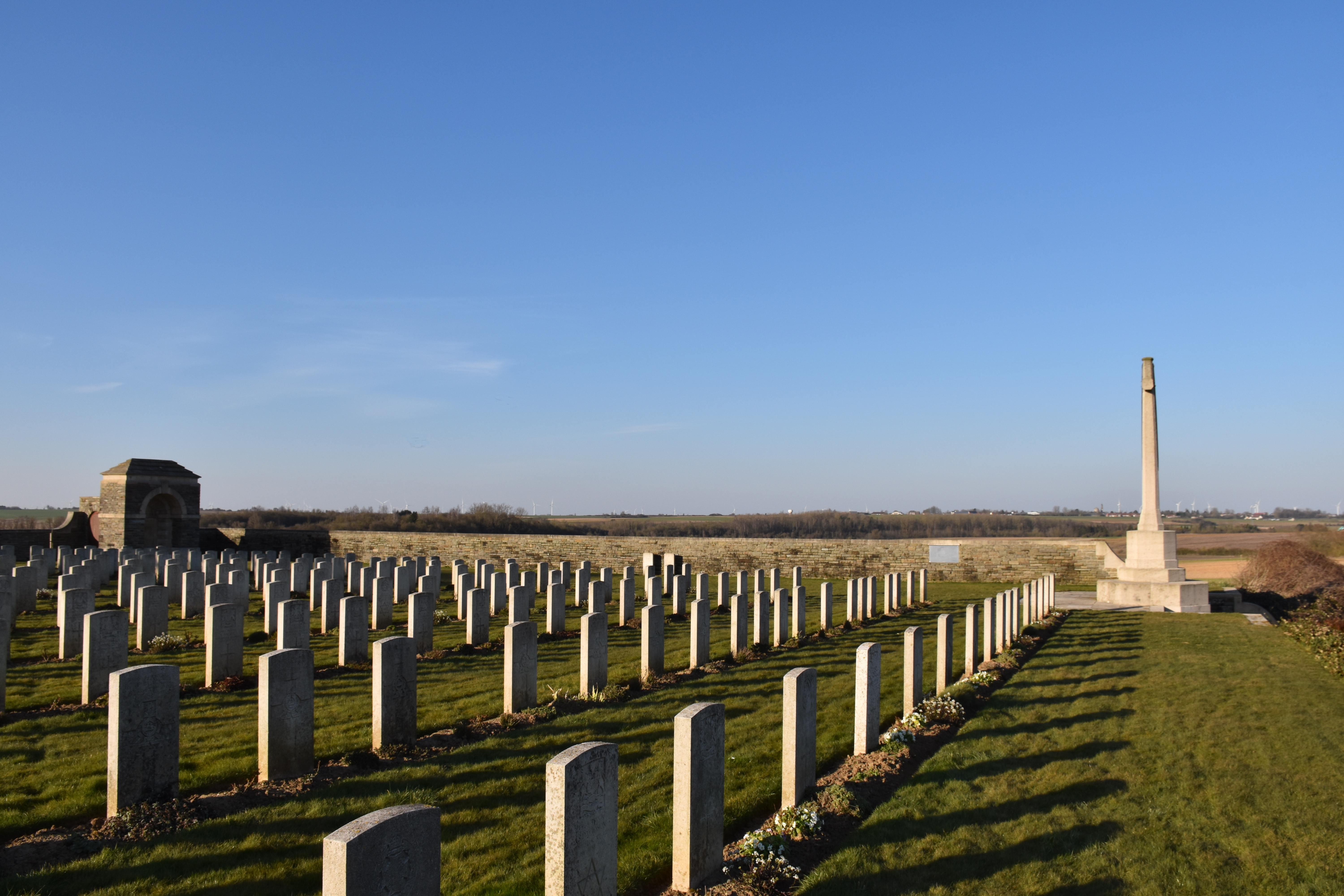
Le Ruyaulcourt Military Cemetery.

### Héraldique
| Blason de Ruyaulcourt | Blason  | D'azur à l'aigle bicéphale d'or, becquée et armée de gueules; à la bordure d'or. Ornements extérieursCroix de guerre 1914-1918 |
| Blason de Ruyaulcourt | Détails | Le statut officiel du blason reste à déterminer.                                                                               |

## Pour approfondir

#### Bases de données, dictionnaires et encyclopédies
- Ressources relatives à la géographie :   - Insee (communes)
  - Ldh/EHESS/Cassini
- Ressource relative à plusieurs domaines :   - Annuaire du service public français
- Notices d'autorité :   - BnF (données)